# كأس الاتحاد الإنجليزي 1896–97
كأس الاتحاد الإنجليزي 1896–97 (بالإنجليزية: 1896–97 FA Cup)‏ هو الموسم 26 من  كأس الاتحاد الإنجليزي. أقيم خلال الفترة 10 أكتوبر 1896 وحتى 10 أبريل 1897، والذي يشرف على تنظيمه الاتحاد الإنجليزي لكرة القدم، وكان عدد الأندية المشاركة فيه  32، وفاز فيه أستون فيلا.